# 牛頓峰
牛頓峰（Newtontoppen）是斯瓦巴群島最高山峰，海拔1,713米。它位於斯匹次卑爾根島東北角，主要由志留紀時期花崗岩所構成。1900年8月4日，Helge Backlund 首次登上牛頓峰。

## 詞源
牛頓山於 1898 年以艾薩克·牛頓的名字命名。同年 ，周圍的山脈以其他著名天文學家和數學家的名字命名。